# Rhône
Rhône este un departament în sud-estul Franței, situat în regiunea Auvergne-Ron-Alpi. S-a format în 1793 ca urmare a despărțirii în două a departamentului Rhône-et-Loire creat în urma Revoluției din 1790. Ulterior, pe măsură ce orașul Lyon s-a extins, în departament au fost încorporate diverse comune aflate în vecinătatea orașului dar în departamente diferite. Este numit după râul Rhone ce traversează departamentul. 

## Localități selectate

### Prefectură
- Lyon

### Sub-prefecturi
- Villefranche-sur-Saône

### Alte orașe
- Bron
- Caluire-et-Cuire
- Décines-Charpieu
- Meyzieu
- Oullins
- Rillieux-la-Pape
- Sainte-Foy-lès-Lyon
- Saint-Priest
- Vaulx-en-Velin
- Vénissieux
- Villeurbanne

## Diviziuni administrative
- 2 arondismente;
- 54 cantoane;
- 293 comune;